# Col Forester
Le col Forester (anglais : Forester Pass) est un col de montagne, situé dans la Sierra Nevada. Situé le long de la bordure entre le parc national de Sequoia et celui de Kings Canyon, il est le point culminant du Pacific Crest Trail, et le second col le plus haut du John Muir Trail.